# Microclava miconiae
Microclava miconiae är en svampart som beskrevs av F. Stevens 1917. Microclava miconiae ingår i släktet Microclava, divisionen sporsäcksvampar och riket svampar.   Inga underarter finns listade i Catalogue of Life.